# Sonoras
Sonoras são gravações de entrevistas realizadas por repórteres, que posteriormente são utilizadas para criação de reportagens radiofônicas ou televisivas. São amplamente utilizadas em noticiários, dando voz a autoridades e pessoas importantes que têm opiniões relevantes sobre determinados assuntos. As sonoras diversificam a programação jornalística, pois tiram da voz dos apresentadores as falas importantes, que são identificadas diretamente com a voz dos envolvidos.

## Passagem entreinserções sonoras
- CORTE SECO COM EMENDA - A transmissão de um som cessa quando o outro começa
- FUSÃO - O som original vai diminuindo de intensidade sendo cruzado (fundido) com um outro som que vai surgindo.
- SOBREPOSIÇÃO - Transmissão simultânea de um ou mais sons.

## Surgimento e Desaparecimento dos sons
O som pode começar ou terminar SECO ou em FADE, que se divide em:
- FADE IN: Aparecimento gradual do som
- FADE OUT: Desaparecimento gradual do som